# 山形市立第九中学校
山形市立第九中学校（やまがたしりつ だいくちゅうがっこう、Yamagata Civic 9th Junior High School）は、山形県山形市大字津金沢字中谷地にある公立中学校。略称は「九中」（くちゅう）。

## 概要
山形市南西部が学区。山形市内には山形市立第一中学校から山形市立第十中学校までのナンバースクールがあるが、本校はその中では比較的生徒数が少ない。南山形小と本沢小とみはらしの丘小、出身者が多数を占める。また、山形市の学校ではあるが、上山市から通う生徒もいる珍しい学校になっている。
また上山市立山元中学校が2009年より休止したのに伴い、隣接する山形市立第九中学校が指定校となった。

## 教育目標
- 自主自律、創造、共栄[2]

## 沿革
- 1975年4月 - 山形市立本沢中学校と山形市立南山形中学校が統合し、山形市立第九中学校となる。

## 部活
令和4年時点では、男女ソフトテニス部、軟式野球部、ソフトボール部、男女バレーボール部、男女バスケ部、サッカー部、男女卓球部、総合文化部、総合運動部、吹奏楽部がある。総合運動部は学校外のクラブなどに所属する人のための部活となっている。
全国大会出場経験のある部として男子バレーボール部、柔道部がある。

## 所在地
- 〒990-2315
山形市津金沢字中谷地657番地